# Егорова, Ольга Александровна
О́льга Алекса́ндровна Его́рова (урожд. Дёмина; род. 29 июня 1955, Москва) — советский и российский юрист. Председатель Московского городского суда (2000—2020). Советник мэра Москвы по взаимодействию с судами с декабря 2020 года. Кандидат юридических наук, профессор кафедры гражданского права Российского государственного университета правосудия, Заслуженный юрист Российской Федерации.

## Биография

### Начало судебной карьеры
Родилась 29 июня 1955 года в Москве в семье рабочих. После окончания школы в декабре 1972 года устроилась в Октябрьский народный (сейчас Гагаринский) суд Москвы, где проработала на разных должностях около десяти лет — сначала в архиве, затем секретарём, заведующей канцелярией и консультантом. В 1977 году поступила на вечернее отделение Всесоюзного юридического заочного института; окончила институт в 1982 году, получив специальность юриста. C 1983 года исполняла обязанности народного судьи Октябрьского районного суда. В мае 1984 года на состоявшихся довыборах в Брежневском (ныне Черёмушкинском) районном суде Москвы Егорова была избрана народным судьёй; позднее была назначена заместителем председателя этого суда.

### В Мосгорсуде
В 1988 году Ольгу Егорову перевели в Московский городской суд. Первое время она рассматривала уголовные дела в отношении несовершеннолетних, затем, по её просьбе, была переведена на гражданские дела по первой инстанции. В 1994 году стала судьёй Мосгорсуда с неограниченным сроком полномочий. В конце 1997 года председатель Мосгорсуда Зоя Корнева, близость Егоровой к которой неоднократно отмечала пресса, назначила её исполняющим обязанности председателя судебной коллегии по гражданским делам: 
«вызвала и сказала, что я буду председателем гражданской коллегии — я, простой рядовой судья. Хотя, как мне казалось, в то время на эту должность могли претендовать гораздо более опытные судьи»
 — вспоминает Егорова. С февраля 1998 года — председатель судебной коллегии по гражданским делам Московского городского суда. В феврале 1999 года назначена заместителем председателя Мосгорсуда без ограничения срока полномочий. В начале июня 1999 года Зоя Корнева была отправлена в отставку. В том же месяце Московская городская дума рекомендовала на пост председателя Мосгорсуда Ольгу Егорову. Однако в августе того же года Высшая квалификационная коллегия судей (ВККС) России не согласовала кандидатуру Егоровой на эту должность. В сентябре находящаяся в отставке Корнева подписала приказ о возложении обязанностей председателя суда на Егорову с 1 октября 1999 года. 
«Она-то мне и вручила ключи от своего кабинета, — вспоминала Егорова. — Я тогда ещё возразила, мол, меня ещё не назначили. А она сказала, что если я сейчас не войду в этот кабинет, то ничего у меня потом уже не получится. Вот я и вошла. <…> Зоя Корнева, когда прочила меня на своё место, сказала, что если это будешь не ты, то суд развалится».
 Пресса отмечала, что согласование кандидатуры Егоровой в Мосгордуме и её назначение исполняющей обязанности председателя суда было произведено с грубыми нарушениями закона.
В середине октября 1999 года комиссия Совета по кадровой политике при президенте Российской Федерации для предварительного рассмотрения кандидатур на должности судей федеральных судов, обсудив кандидатуру Ольги Егоровой, не сочла возможным рекомендовать её к назначению на должность председателя Московского городского суда. Председатель Верховного суда Вячеслав Лебедев также высказался против назначения Егоровой на эту должность. Газета «Коммерсантъ» связывала эти решения с тем, что кандидатура Егоровой считалась «пролужковской» — за близость мэру Москвы Юрию Лужкову и принятие ряда судебных актов в пользу Юрия Скуратова, которого также считали человеком московского мэра.
Егорова продолжала исполнять обязанности председателя городского суда вплоть до середины февраля 2000 года, когда по представлению Вячеслава Лебедева президент Владимир Путин издал указ о назначении исполняющим обязанности Александра Кузина. В 2000 году кандидатура Егоровой, минуя обязательные по закону процедуры рассмотрения ВККС и Мосгордумой, была напрямую представлена на рассмотрение кадровой комиссии при президенте России. 29 декабря 2000 года Владимир Путин подписал указ о назначении О. А. Егоровой председателем Московского городского суда. Газета «Коммерсантъ» связывала неожиданное назначение Егоровой с вынесением Тверским межмуниципальным судом решения, признавшего незаконным возбуждение уголовного дела против Владимира Гусинского — в случае, если бы это решение утвердил Мосгорсуд, Генпрокуратура должна была отозвать международное поручение об аресте и выдаче предпринимателя, что нанесло бы российской правоохранительной системе репутационный ущерб; Мосгорсуд под председательством Егоровой решение Тверского межмуниципального суда отменил.

### Новейшее время
В 2001 году решением Высшей квалификационной коллегии судей Егоровой присвоен высший квалификационный класс судьи.
В 2008 году ВККС на безальтернативной основе рекомендовала Егорову на пост председателя Мосгорсуда на новый 6-летний срок.
27 октября 2014 года президент России Владимир Путин переназначил Егорову председателем Мосгорсуда на очередной шестилетний срок.
На конкурс на замещение должности председателя Мосгорсуда, объявленный в апреля 2020 года, Егорова свою кандидатуру не выдвигала. В сентябре 2020 года подала в Высшую квалификационную коллегию судей России заявление о прекращении полномочий судьи, председателя с 23 октября 2020 года.
8 декабря 2020 года назначена советником мэра Москвы по взаимодействию с судами.

## Резонансные дела

### Дело ЮКОСа
В 2011 году Верховный суд вынес в отношении Егоровой частное определение, отметив грубые нарушения закона, допущенные при продлении сроков Платону Лебедеву и Михаилу Ходорковскому; одновременно были отменены решения об аресте Лебедева. Защита несколько раз обращалась в Верховный суд, ссылаясь на волокиту со стороны Егоровой и Мосгорсуда при рассмотрении жалобы адвокатов на незаконный арест. В частности, как полагают адвокаты «ЮКОСа», у Егоровой было своё, отличное от формулировок закона мнение насчёт понятия «предпринимательской деятельности»: «У нас очень много дел, когда пострадавшей стороной является государство, там коммерсанты воруют у государства, это уже не предпринимательская деятельность, это будет хищение». Свою позицию она транслировала на совещании московских судей.
В ходе вынесения Хамовническим судом приговора по «второму делу ЮКОСа» помощник судьи Виктора Данилкина заявляла об оказываемом на него давлении со стороны Мосгорсуда и лично О. А. Егоровой; информацию о давлении на Данилкина и его частых совещаниях по делу ЮКОСа с Егоровой подтвердил и другой сотрудник Хамовнического суда Игорь Кравченко. Данилкин эти обвинения отверг.

### Дело Магнитского
Егорова является фигурантом расширенной версии «Списка Магнитского; она отказала матери Сергея Магнитского в проведении независимой медицинской экспертизы и одобрила действия судей Тверского суда, санкционировавшие содержание Магнитского под стражей».

## Конфликты с судьями
По данным прессы, из-за проявления несогласия с Егоровой судья Сергей Пашин дважды был лишён полномочий, но Высшая квалификационная коллегия судей отменяла эти решения. В 2001 году Пашин ушёл в отставку. Впрочем, сам Пашин не подтвердил наличия у него конфликта с Егоровой.
Другая судья Мосгорсуда, Ольга Кудешкина, рассматривавшая повторно Дело «Трёх китов», в начале декабря 2003 года подала заявление в Высшую квалификационную коллегию судей о давлении на неё Егоровой и о её незаконных телефонных переговорах с заместителем генпрокурора Бирюковым. Кудешкина заявляла, что Егорова требовала от неё вынесения обвинительного приговора, а после получения отказа распорядилась отстранить Кудешкину от дела. По словам адвоката Генри Резника, факты сговора Егоровой и Бирюкова надлежащими инстанциями не проверялись. Кудешкина выиграла дело в Европейском суде по правам человека против России в части нарушения права на свободу выражения своего мнения в отсутствие явного ограничения законом, но это не помогло ей восстановиться на работе в должности судьи.
О беспрецедентном давлении со стороны Егоровой заявляли и другие судьи Мосгорсуда. Судья Екатерина Куренева направила Президенту России письмо, в котором описала давление на неё со стороны председателя Мосгорсуда; после этого Генпрокуратура возбудила против Куреневой административное дело по факту вырубки сосны на принадлежащем ей дачном участке.
Александр Меликов, бывший судья Дорогомиловского районного суда Москвы, утверждал, что после назначения Ольги Егоровой на должность председателя Мосгорсуда около ста судей Мосгорсуда вынужденно ушли в отставку, а затем стали избавляться от судей районных судов, которые пытались отстаивать свою независимость. Сам Меликов заявлял о неоднократно поступавших в его адрес со стороны Егоровой угрозах; он был лишён статуса судьи по представлению Егоровой, в котором говорилось «о явной сомнительности и странной мягкости целого ряда приговоров».

## Обвинения в правонарушениях
- В 2001 году «Независимая газета» опубликовала статью «Подписка о невыезде ценой в миллион долларов», в которой утверждалось, что уголовное дело предпринимателя Анатолия Быкова было передано из Тушинского в Мещанский суд Москвы якобы небескорыстно, а адвокаты предпринимателя якобы налаживали отношения с Ольгой Егоровой[38]. По заявлению Егоровой в прокуратуру, против сотрудников газеты было возбуждено уголовное дело. «Независимая газета», в свою очередь, опубликовала ряд статей, посвящённых расследованию «Судья Егорова против „НГ“»[39][40][41]. Позднее газета признала распространённую информацию не соответствующей действительности, однако заявила, что ожидала «проверки со стороны прокуратуры информации, поступившей в прессу из оперативных источников», которая не была проведена[42].
- «Общество синих ведёрок» обвиняет Егорову в систематическом совершении административных правонарушений в виде нарушения Правил дорожного движения[43][44]. По мнению активистов, на это указывают многочисленные выложенные в Интернете видеоматериалы.
- Максим Авербух посчитал предложение Егоровой о передаче дочери обвинённого в сексуальном злоупотреблении Владимира Макарова в органы социальной опеки шантажом и давлением на кассационную инстанцию[45][46].

## Труды и публикации
Ольга Егорова — автор и соавтор ряда публикаций по юридической тематике, комментариев к законодательству и учебно-методических пособий для судей. Постоянными соавторами Егоровой являются её помощник, руководитель Научно-консультационного совета при Мосгорсуде Ю. Ф. Беспалов, а также председатель 1-го судебного состава Судебной коллегии по уголовным делам апелляционной инстанции Мосгорсуда Д. В. Гордеюк.
- Егорова О. А., Беспалов Ю. Ф., Гордеюк Д. В. Жилищное право. — М.: Юнити-Дана, 2009. — 136 с. — 1000 экз. — ISBN 978-5-238-01652-8.
- Егорова О. А., Беспалов Ю. Ф., Якушев П. Договорное право. — М.: Юнити-Дана, 2010. — 552 с. — 10 000 экз. — ISBN 978-5-238-01643-6.
- Егорова О. А., Беспалов Ю. Ф., Егорова А. Судебная защита прав на недвижимое имущество. Процессуально- и материально-правовые аспекты. — М.: Юнити-Дана, 2010. — 240 с. — 1000 экз. — ISBN 978-5-238-01822-5.
- Егорова О. А., Беспалов Ю. Ф. Судебная практика по гражданским делам об установлении фактов, имеющих юридическое значение. — М.: Юнити-Дана, 2010. — 120 с. — 1000 экз. — ISBN 978-5-238-01901-7.
- Егорова О. А., Беспалов Ю. Ф. Применение норм гражданского процессуального права в судебной практике. — М.: Юнити-Дана, 2010. — 160 с. — 1000 экз. — ISBN 978-5-238-01821-8.
- Егорова О. А., Беспалов Ю. Ф., Гордеюк Д. В. Комментарий к судебной практике по жилищным делам. — М.: Ось-89, 2010. — 144 с. — 1500 экз. — ISBN 978-5-9957-0195-8.
- Егорова О. А., Беспалов Ю. Ф. Возбуждение, подготовка, разбирательство гражданских дел. Учебно-практическое пособие для судей. — М.: Проспект, 2013. — 122 с. — 300 экз. — ISBN 978-5-392-11231-9.
- Егорова О. А., Беспалов Ю. Ф., Родионова О., Агафонова Г. А. Акты гражданского состояния в судебной практике. — М.: Проспект, 2013. — 96 с. — 1000 экз. — ISBN 978-5-392-10491-8.
- Егорова О. А. Московский городской суд в системе органов государственной власти Российской Федерации. История и современность. — М.: Проспект, 2013. — 192 с. — 200 экз. — ISBN 978-5-392-09828-6.
- Егорова О. А., Беспалов Ю. Ф. Настольная книга судьи по трудовым спорам. — М.: Проспект, 2014. — 248 с. — (Настольная книга судьи). — 2000 экз. — ISBN 978-5-392-09045-7.
- Егорова О. А., Беспалов Ю. Ф., Киянова О. Н. Методика написания судебных постановлений. Учебно-практическое пособие. — М.: Проспект, 2014. — 208 с. — (Настольная книга судьи). — 500 экз. — ISBN 978-5-392-13162-4.
- Егорова О. А., Беспалов Ю. Ф. Настольная книга судьи по семейным делам. Учебно-практическое пособие. — М.: Проспект, 2014. — 240 с. — (Настольная книга судьи). — 100 экз. — ISBN 978-5-392-12246-2.
- Егорова О. А., Беспалов Ю. Ф., Киянова О. Настольная книга судьи. Методика написания судебных постановлений. — М.: Проспект, 2014. — 208 с. — (Настольная книга судьи). — 1000 экз. — ISBN 978-5-392-11588-4.
- Егорова О. А., Беспалов Ю. Ф. Настольная книга судьи по делам о наследовании. Учебно-практическое пособие. — М.: Проспект, 2014. — 240 с. — (Настольная книга судьи). — 200 экз. — ISBN 978-5-392-13424-3.
- Егорова О. А., Беспалов Ю. Ф. Настольная книга судьи по жилищным делам. Учебно-практическое пособие. — М.: Проспект, 2014. — 222 с. — (Настольная книга судьи). — 100 экз. — ISBN 978-5-392-12346-9.
- Агафонова Г. А., Гусов К. Н., Егорова О. А., Федин В. В. Судебная практика по трудовым спорам. Практическое пособие. — М.: Проспект, 2014. — 332 с. — 300 экз. — ISBN 978-5-392-13092-4.
- Егорова О. А., Беспалов Ю. Ф. Европейская конвенция о защите прав человека и основных свобод в судебной практике. — М.: Проспект, 2014. — 144 с. — 200 экз. — ISBN 978-5-392-14390-0.
- Агафонова Г. А., Егорова О. А., Беспалов Ю. Ф. Комментарий к Гражданскому процессуальному кодексу Российской Федерации. Постатейный. Научно-практический. — М.: Проспект, 2014. — 686 с. — 3000 экз. — ISBN 978-5-392-12421-3.
- Егорова О. А., Беспалов Ю. Ф. Решения Конституционного Суда Российской Федерации в практике судов общей юрисдикции. Учебно-практическое пособие. — М.: Проспект, 2014. — 240 с. — 200 экз. — ISBN 978-5-392-13454-0.
- Егорова О. А., Беспалов Ю. Ф. Эффективность правосудия и судебная защита. Некоторые теоретические и практические аспекты. — М.: Проспект, 2014. — 168 с. — 20 экз. — ISBN 978-5-392-12382-7.

## Награды и звания
- Почётная грамота Московской городской думы (2002);
- Заслуженный юрист Российской Федерации (2003)[48];
- Знак отличия «За безупречную службу городу Москве» (2004);
- Почётный юрист города Москвы (2005)[49];
- Почётная грамота Судебного департамента при Верховном суде России (2005);
- Орден «За заслуги перед Отечеством» IV степени (2005)[50];
- Ведомственная медаль Верховного суда России «За заслуги перед судебной системой Российской Федерации» I степени (2005);
- Почётная грамота Правительства Москвы (2010);
- Наградной знак Совета судей России «За служение правосудию» (2012)
- Ведомственная медаль Федеральной службы судебных приставов «За заслуги» (2013)[51].
- Премия Правительства РФ в области науки и техники (2006) — за разработку и внедрение новых технологий проектно-технических решений при строительстве и реконструкции комплекса зданий Московского городского суда[52].
- Почётная грамота Президента Российской Федерации (25 сентября 2014 года) — за большой вклад в разработку и обеспечение принятия ряда законодательных актов Российской Федерации[53]
- Орден «За заслуги перед Отечеством» III степени (2020) — за большой вклад в совершенствование правосудия в Российской Федерации, обеспечение защиты прав и законных интересов граждан[54]

## Личная жизнь
- Муж — Сергей Сергеевич Егоров, скончался 7 марта 2012 года в возрасте 61 года. Работал в Академии ФСБ в должности заместителя начальника; имел звание генерал-лейтенанта[55].
- Дочь — юрист[9].